# إليسا بارنارد
إليسا بارنارد (بالإنجليزية: Elisa Barnard)‏ هي نبالة أسترالية، ولدت في 25 مايو 1993 في سيدني في أستراليا.

## وصلات خارجية
- إليسا بارنارد على موقع أوليمبيديا (الإنجليزية)
- إليسا بارنارد على موقع اللجنة الأولمبية الأسترالية (الإنجليزية)